# Gornja Lovnica (Žepče)
Pour les articles homonymes, voir Gornja Lovnica.
Gornja Lovnica (en cyrillique : Горња Ловница) est un village de Bosnie-Herzégovine. Il est situé dans la municipalité de Žepče, dans le canton de Zenica-Doboj et dans la fédération de Bosnie-et-Herzégovine. Selon les premiers résultats du recensement bosnien de 2013, il compte 505 habitants.

## Démographie

### Évolution historique de la population dans la localité
| 1948 | 1953 | 1961 | 1971 | 1981 | 1991 | 2013 |
| ---- | ---- | ---- | ---- | ---- | ---- | ---- |
| -    | -    | 446  | 464  | 602  | 721  | 505  |

|  |

### Communauté locale
En 1991, Gornja Lovnica faisait partie de la communauté locale de Lovnica qui comptait 2 650 habitants, répartis de la manière suivante :